# Statutum in favorem principum

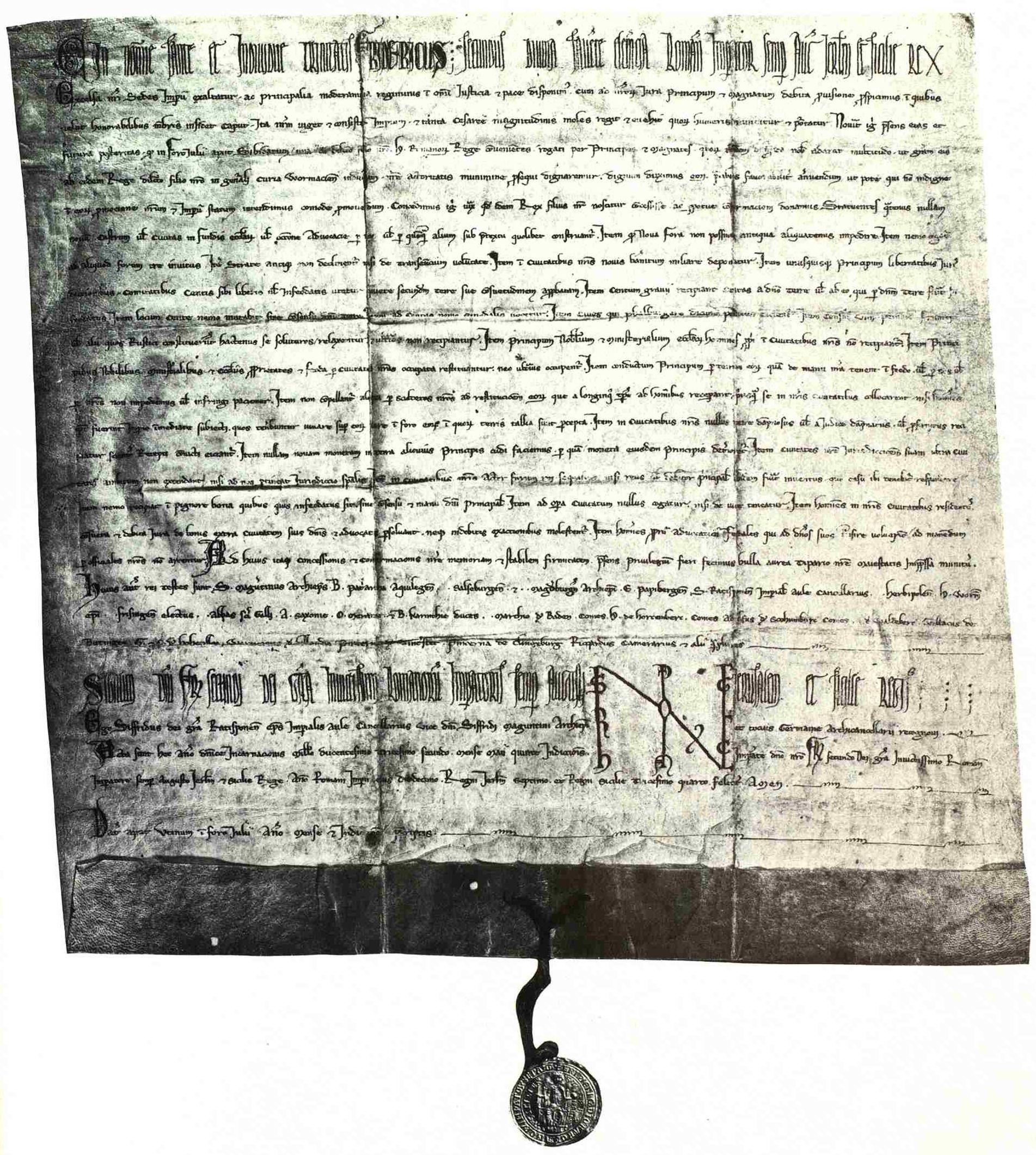
statutum in favorem principum

Statutum in favorem principum (statuut in het voordeel van de prinsen) is een wet die in 1231 door de Duitse rijksvorsten werd afgedwongen en in mei 1232 door Keizer Frederik II werd bekrachtigd. Keizer Frederik II had reeds eerder in 1220 een dergelijke akkoord geaccepteerd, de confoederatio cum principibus ecclesiasticis, ten voordele van de kerkvorsten.

## Achtergrond
Keizer Frederik II verbleef hoofdzakelijk in Italië en liet het beheer van Duitsland over aan zijn zoon Hendrik. Hendrik probeerde tegenwicht te bieden aan de rijksvorsten, door de steden meer macht te geven en ministers aan te stellen als zijn hoogste adviseurs. Door zijn jeugd ontbrak het hem aan gezag over de vorsten. In januari 1231 kwamen de prinsen in opstand en in mei 1231 op de Rijksdag in Worms legden ze het statuut aan de koning voor.

## Inhoud
In deze wet deed de keizer afstand van een aantal belangrijke koninklijke rechten (regalia) aan de seculiere prinsen. Ze kregen onder meer het recht om munten te slaan en tol te heffen in het Duitse deel van het Heilige Roomse Rijk. In het bijzonder verleende Frederik hen echter het recht van goedkeuring over alle wetgeving die in de toekomst door de keizer zou worden voorgesteld. Het uitvaardigen van deze wet samen met de vorige Confoederatio maakte de macht en invloed van de territoriale vorsten in relatie tot het rijk en de steden buitengewoon groot.

## Gevolg
Hiermee werd de centrale macht van de monarchie doorbroken en kan men poneren dat deze wet de basis is van het federalisme in Duitsland.